# オランダ下院慰安婦問題謝罪要求決議
オランダ下院慰安婦問題謝罪要求決議は2007年11月8日にオランダ下院に提出され、20日に可決された慰安婦問題に関する決議である。
決議では日本政府が慰安婦に対し明快な形で謝罪することと損害賠償を行うことを要求している。また2007年11月13日にはバルケネンデ首相らに今後の具体的な対日外交手段などに関する答弁を求めた。
発議者のファンバーレン議員は本決議の提出理由について「安倍晋三前首相ら日本の政治家が問題を矮小化する動きを見せたことは容認できない」と述べた。
これらの動きに対して日本政府は、第2次大戦中の日本とオランダ間の賠償については『サンフランシスコ講和条約と1956年の日蘭議定書により法的には解決され、条約には請求権放棄条項が含まれている。また、日本政府に対して法的責任を認めて一人当たり約2万ドルの補償を求める対日道義的債務基金（JES）運動（1990年結成）に対し、2001年までに日本は2億5500万円を支払い「償い事業」が終了している。』と反論している。
2008年8月、オランダ駐日大使のフィリップ・ヘルは、参議院会館で開催された日本政府に慰安婦への謝罪を求める集会に参加。「強制があったかどうかということなど問題ではない」と主張し、日本政府に謝罪を要求した。

## 参照
1. ↑  慰安婦非難決議オランダ下院で可決　欧州議会でも動き
2. ↑  慰安婦で対日非難決議  慰安婦で対日非難決議  オランダ下院、全会一致
3. ↑  「慰安婦」問題解決へ 8.7院内集会　開かれる